# Arrondissement di Tolone
L'arrondissement di Tolone è un arrondissement dipartimentale della Francia situato nel dipartimento del Var, nella regione della Provenza-Alpi-Costa Azzurra.

## Storia
Fu creato nel 1800, sulla base dei preesistenti distretti.

## Composizione
L'arrondissement è composto da 34 comuni raggruppati in 22 cantoni, 9 dei quali all'interno della città di Tolone e di seguito elencati:
- cantone di Le Beausset
- cantone di Collobrières
- cantone di La Crau
- cantone di Cuers
- cantone di La Garde
- cantone di Hyères-Est
- cantone di Hyères-Ovest
- cantone di Ollioules
- cantone di Saint-Mandrier-sur-Mer
- cantone di La Seyne-sur-Mer
- cantone di Six-Fours-les-Plages
- cantone di Solliès-Pont
- cantone di Tolone-1
- cantone di Tolone-2
- cantone di Tolone-3
- cantone di Tolone-4
- cantone di Tolone-5
- cantone di Tolone-6
- cantone di Tolone-7
- cantone di Tolone-8
- cantone di Tolone-9
- cantone di La Valette-du-Var